# Руска императорска војска
Руска императорска војска (рус. Русская императорская армия), била је регуларна, стајаћа војска Руске Империје од 1699. до 1917. године. Заменила је дотадашњу феудалну војску, стрелце и пукове новог строја.

## РеформеПетра Великог
Након неуспеха у првој опсади Азова 1695. и побуне московских стрелаца 1698, дотадашња руска војска показала је и своју војничку слабост и политичку непоузданост. Стрелци су укинути, и пруступило се формирању професионалне стајаће војске по узору на два гардијска пука (Семјоновски и Преображенски), који су основани 1691. и обучени по француском узору под командом Швајцарца Франсоа Лефорта, са модерним униформама (зеленим мундирима и тророгим шеширима) и оружјем (пушке кремењаче са бајонетима, ручне гранате). 1699. донет је нови закон о добровољном уписивању сељака у војничке регуларне пукове. Тако су у војску регрутовани сељаци од 17. до 35. године, на доживотну војну службу, и формирани су регуларни пешадијски, гренадирски и драгонски пукови, док је официрски кадар регрутован од племића и страних најамника. Истакнути војници могли су да напредују и заслуже официрски чин и племићку титулу. Војска је организована у дивизије, бригаде и батаљоне, а уведени су и европски војнички чинови, од каплара до генерал-фелдмаршала. Ова војска усавршаваће се у борби против Швеђана током целог Великог северног рата, све до 1721.

## Организација
По "Војничком правилу" из 1716. Армија се састојала из 3 рода: пешадије, коњице и артиљерије. Главни род је пешадија, подељена у пукове који се састоје од 2 батаљона по 4 чете (од којих је једна гренадирска), са придодатом пољском (лаком) артиљеријом. У оперативној војсци је 1724. било 112.000 људи (70.000 пешака и 30.000 коњаника) и 480 топова, уз још 78.000 војника по гарнизонима и око 35.000 козака, нерегуларне коњице, насељеник у пограничним областима. У време Петра Великог реформисано је и управљање војском (1720. основан је Војни Колегијум-министарство војске) и образовање официра (оснивањем Војне Академије у Москви 1712. и Петрограду 1714). 1795. војни рок је скраћен на 25 година, а војска је имала преко 500.000 људи, док је 1853. порасла на 1.250.000 војника..

## Тактика
Пешадија је почињала борбу плотунском паљбом (линијска тактика), а затим је прелазила у напад бајонетима. Коњица (драгони, гренадири и кирасири) је распоређивана на крилима, чекајући прилику за јуриш, а артиљерија је придодавана пешадијским и коњичким јединицама, уз увођење картеча (топовска муниција за блиску борбу, налик ловачкој сачми). Крајем 18. века, реформама Суворова и Румјанцева, пешадија напушта линијски поредак и формира каре (густе стројеве у облику шупљег четвороугла, са бајонетима окренутим напоље).

## Историја
Након почетних пораза (Битка код Нарве), регуларна руска армија је однела победу над Шведском у Великом северном рату.
Током владавине Јелисавете Петровне, у Русију се из Угарске доселило око 6.000 српских војника, који су насељени у Украјини, на граници са Турском. У Седмогодишњем рату руска војска је потукла Пруску армију Фридриха Великог и 1760. заузела Берлин.
У доба Катарине Велике, руска војска под командом Суворова је однела победе у подели Пољске 1772-1795. и Руско-турском рату (1768-1774) и (1787-92), освојивши Крим и северну обалу Црног Мора, и угушивши устанак Пугачова.
У Наполеоновим ратовима, руска војска под командом Кутузова претрпела је тешке поразе код Аустерлица (1805), Фридланда (1807) и Бородина (1812), а Наполеонов поход на Русију заустављен је тек иза Москве, захваљујући партизанском ратовању нерегуларних јединица, већином сељака и добровољаца. У походу на Русију Наполеон је изгубио 500.000 људи, а у пролеће 1814. руска војска је ушла у Париз.
За време Николаја I (1825-55.) руска војска продире на Кавказ и гуши устанак у Пољској 1831. и Мађарску револуцију 1848., али је поражена у Кримском рату(1853-56.).
Последња победа царске руске војске био је Руско-турски рат (1876-78.), за којим су уследили порази у Руско-јапанском рату (1904-05.) и Првом светском рату, који је донео крај Руског царства.